# Ingoma triquetra
Ingoma triquetra är en insektsart som beskrevs av Ronald Gordon Fennah 1954. Ingoma triquetra ingår i släktet Ingoma och familjen sköldstritar. Inga underarter finns listade i Catalogue of Life.